# Košarka na Mediteranskim igrama 2001.
Košarkaški turnir na MI 2001. održavao se u Tunisu u Tunisu. 

## Konačni poredak
| Mj. | Država         |
| --- | -------------- |
| 1.  | Španjolska     |
| 2.  | Grčka          |
| 3.  | Italija        |
| 4.  | SR Jugoslavija |
| 5.  | Tunis          |
| 6.  | Turska         |
| 7.  | Alžir          |
| 8.  | Libanon        |

| Pobjednici              |
| ----------------------- |
| Španjolska Treći naslov |